# Carmine Senise (policier)
Pour les articles homonymes, voir Carmine Senise et Senise (homonymie).
Carmine Senise (Naples, 28 novembre 1883 - Rome, 24 janvier 1958) était un policier et préfet italien, chef de la police de 1940 à 1943 puis, pendant une courte période, au sein du premier gouvernement du maréchal Pietro Badoglio après la destitution de Benito Mussolini.

## Biographie
Il est né en 1883 à Naples dans une famille d'origine lucanienne, fils de Tommaso, médecin et sénateur du Royaume ; son oncle du même nom, Carmine Senise, était préfet de la ville napolitaine. Après avoir obtenu sa licence en droit, Senise remporte un concours en 1908 et entre dans l'administration du ministère de l'Intérieur. Sa première affectation est dans la sous-préfecture de Pouzzoles.

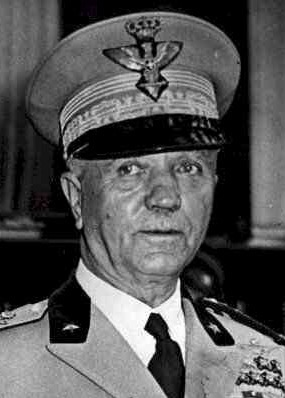
Pietro Badoglio, qui a réintégré Senise à la tête de la police

De 1911 à 1922, il est secrétaire puis chef du service de presse de ce ministère. Par la suite, il a été affecté à la direction générale des prisons, puis à la direction générale de la santé. En 1930, transféré à la direction générale de la sécurité publique, il devient chef de la division des affaires générales et confidentielles. En 1932, il est promu préfet et nommé chef adjoint de la police.

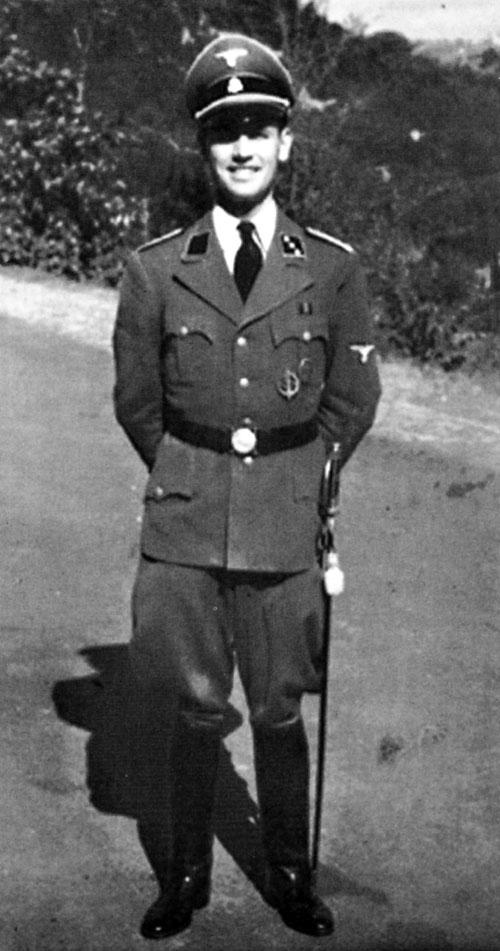
Erich Priebke à l'ambassade d'Allemagne à Rome, qui a arrêté Senise en 1943

Lorsque Arturo Bocchini meurt le 22 novembre 1940, chef de la police depuis quatorze ans, le même jour, Senise est nommé son successeur, sur proposition du sous-secrétaire d'État à l'Intérieur, Buffarini Guidi. Le 14 avril 1943, Benito Mussolini, mécontent de la faible répression des grèves ouvrières qui avaient eu lieu dans le nord de l'Italie en mars, le révoque et le remplace par le préfet Lorenzo Chierici. Senise participe au "complot" du 25 juillet de la même année, lorsque l'approbation par le Grand Conseil du fascisme de l'ordre du jour Grandi entraîne la démission forcée du Duce : c'est lui qui propose que Mussolini soit arrêté à villa Savoia, la résidence privée de Victor-Emmanuel III.
Le 26 juillet, Pietro Badoglio, le nouveau chef du gouvernement, le réintégra dans ses fonctions, qu'il occupa jusqu'au 8 septembre 1943 ; à l'annonce de l'armistice de Cassibile, contrairement aux hauts fonctionnaires de l'État et aux commandants militaires, il choisit de rester à Rome. Le 23 septembre, alors qu'il se trouve dans son bureau au Viminale, il est arrêté par des soldats SS et des parachutistes allemands, sous le commandement du capitaine Erich Priebke. Déporté en Allemagne et emprisonné dans le camp de concentration de Dachau, il est ensuite transféré à Hirschegg et finalement libéré dans les derniers jours de la guerre, le 2 mai 1945.
De retour en Italie, il est accusé de complicité avec le fascisme mais est acquitté par la Cour d'assises spéciale de Rome. Dans ses mémoires, répertoriées dans la bibliographie, il raconte avec force détails comment il a tenté, à un moment crucial de l'histoire italienne, de préserver le rôle autonome de la police par rapport au régime.
Il meurt en 1958, à l'âge de soixante-quatorze ans, dans sa modeste maison située dans l'un des quartiers les plus populaires de Rome, entre San Giovanni et Santa Croce in Gerusalemme, Via Andrea Provana, 23, des suites d'une artériosclérose cérébrale dont il souffrait depuis environ un mois.

## Distinctions honorifiques
- Chevalier de la Grand-Croix de l'Ordre de la Couronne d'Italie
 - Commandeur de l'Ordre des Saints-Maurice-et-Lazare - 15 janvier 1888

## Source
- (it) Cet article est partiellement ou en totalité issu de l’article de Wikipédia en italien intitulé « Carmine Senise » (voir la liste des auteurs).

## Articles externes
- (it) Senise, Carmine, sur le site Treccani.it – Encyclopédies en ligne, Istituto dell'Enciclopedia Italiana.
- (it) Senise, Càrmine, sur le site sapere.it, De Agostini.
- (it) Mauro Canali, SENISE, Carmine, dans le Dizionario biografico degli Italiani, vol. 92, Istituto dell'Enciclopedia Italiana, 2018.
- (it) Carmine Senise I precedenti capi della Polizia. Dal Regno d'Italia alla seconda guerra mondiale. Site web de la police d'État. URL visité le 29/08/2011
- (it) Un capo della Polizia che arrestava troppe camicie nere di Diletta Grella. Site web de l'histoire en réseaux. URL visité le 29/08/2011
- (it) Il prefetto Carmine Senise nominato Capo della Polizia articolo de La Stampa du 23 novembre 1940, p. 2, Archives historiques. URL consulté le 13/07/2012
- (it) È morto Carmine Senise capo della polizia nel 1943 la notizia della sua scomparsa dans un article de Vittorio Gorresio, La Stampa, 25 janvier 1958, p. 5, Archives historiques. URL consulté le 13/06/2012